# أوغستين ليجراند
أوغستين ليجراند (بالفرنسية: Augustin Legrand) هو ممثل فرنسي، ولد في 21 يوليو 1975 في فرنسا.

## أعمال

### أفلام
- (2005) النظرة

## وصلات خارجية
- أوغستين ليجراند على موقع IMDb (الإنجليزية)
- أوغستين ليجراند على موقع ألو سيني (الفرنسية)
- أوغستين ليجراند على موقع أول موفي (الإنجليزية)
- أوغستين ليجراند على موقع قاعدة بيانات الأفلام السويدية (السويدية)
- أوغستين ليجراند على موقع قاعدة بيانات الفيلم (الإنجليزية)
- أوغستين ليجراند على موقع كينوبويسك (الروسية)